# Chūbu Denryoku
Chūbu Denryoku K.K. (japanisch 中部電力株式会社, Chūbu denryoku kabushiki kaisha; wörtlich: Elektrische Energie Chūbu; kurz: 中電, Chūden; engl. Chubu Electric Power Company, Incorporated) ist der drittgrößte Stromversorger in Japan.
Der Versorgungsbereich umfasst die Präfekturen Mie, Aichi, Gifu, Nagano und Shizuoka westlich des Flusses Fuji. Der Fluss bildet die Grenze zwischen der Netzfrequenz des japanischen Stromnetzes von 50 Hz im Osten und 60 Hz im Westen.

## Geschichte
Kurz vor Beginn des Zweiten Weltkriegs wurden im April 1939 alle stromerzeugenden Unternehmen verstaatlicht und 1942 zu neun Staatsunternehmen zusammengefasst. Auf Betreiben von Yasuzaemon Matsunaga, dem Vorsitzenden des Rates zur Reorganisation der Stromindustrie, ließen die Alliierten Besatzungsbehörden diese neun Unternehmen zum 1. Mai 1951 privatisieren, wobei eines davon die Chūbu Denryoku war. Diese behielten zunächst ihre regionalen Monopole und ab der ineffektiven Liberalisierung des Strommarktes 1995 regionale Quasi-Monopole.
| Geschäftsjahr | Installierte Kapazität (MW) | Absatz (Mrd. kWh) | Anlagevermögen (Mrd. Yen) | Umsatz (Mrd. Yen) | Gewinn (Mrd. Yen) |
| ------------- | --------------------------- | ----------------- | ------------------------- | ----------------- | ----------------- |
| 2002          | 32.230                      | 120,858           | 6.435,215                 | 2.228,925         | 110,358           |
| 2003          | 32.733                      | 123,050           | 6.282,500                 | 2.176,072         | 106,494           |
| 2008          | 32.626                      | 129,734           | 5.470,128                 | 2.509,982         | −18,968           |
| 2009          | 32.632                      | 122,849           | 5.299,976                 | 2.238,551         | 108,559           |
| 2010          | 32.828                      | 130,911           | 5.331,966                 | 2.330,891         | 84,598            |
| 2011          | 32.835                      | 127,897           | 5.647,169                 | 2.449,283         | −92,195           |
| 2012          | 34.032                      | 126,552           | 5.882,775                 | 2.648,994         | −32,161           |
| 2013          | 33.386                      | 127,070           | 5.782,180                 | 2.842,186         | −65,327           |

## Kraftwerke und Stromnetz
Die Kraftwerke des Unternehmens haben eine installierte Gesamtleistung von 34 GW, davon 25 GW thermische Kraftwerke. Von den insgesamt 205 Kraftwerken sind 189 Wasserkraftwerke. Chūden unterhält des Weiteren mit LNG betriebene GuD-Kraftwerke, Ölkraftwerke, ein Kohlekraftwerk sowie drei Kernreaktoren an dem Standort Hamaoka. Die nach installierter Leistung größten Kraftwerke von Chūden sind:
- Kraftwerk Kawagoe (4.802 MW; LNG)
- Kraftwerk Hekinan (4.100 MW; Kohle)
- Kraftwerk Chita (3.966 MW; LNG)
- Kernkraftwerk Hamaoka (3.516 MW)
- Kraftwerk Shin-Nagoya (3.058 MW; LNG)
- Kraftwerk Atsumi (1.900 MW; Öl)
- Kraftwerk Chita Daini (1.708 MW; LNG)
- Pumpspeicherkraftwerk Okumino (1.500 MW)
- Kraftwerk Yokkaichi (1.245 MW; LNG)
- Pumpspeicherkraftwerk Okuyahagi Daini (780 MW)

Das von Chūden betriebene Übertragungsnetz hat eine Länge von 12.250 km. Die höchsten Spannungsebenen sind 500 kV und 275 kV. Das Verteilnetz umfasst Leitungen mit einer Länge von 132.435 km. Chūden unterhält außerdem 941 Umspannwerke sowie einen Frequenzkonverter in Higashi-Shimizu mit 300 MW, der eine Verbindung zum Netz von Tepco bildet.
Im Sommer 2013 kam es infolge einer Hitzewelle zu einer Lastspitze von 26.440 MW, die durch die gesicherte Leistung von 27.370 MW noch gedeckt werden konnte.

## Energieträger
Die Abschaltung des Kernkraftwerks Hamaoka im Mai 2011 führte dazu, dass inzwischen mehr als 90 % des Stroms durch fossile Brennstoffe erzeugt werden müssen. Im Geschäftsjahr 2013 benötigte Chūden 10,566 Mio. t Kohle, 13,015 Mio. t LNG sowie 557 Mio. Liter Öl, um die Kraftwerke zu betreiben. Das LNG kam 2013 zum überwiegenden Teil aus Katar (8,14 Mio. t). Weitere wichtige Lieferländer waren Indonesien (1,24 Mio. t), Australien (1,21 Mio. t) sowie Nigeria (0,83 Mio. t).
Chūden hat sich auch an LNG-Projekten in Australien und den USA (Hafen Freeport) beteiligt, um die Versorgung mit LNG sicherzustellen. Des Weiteren erwarb Chūden Anteile an zwei LNG-Tankern. In der Ise-Bucht befinden sich mehrere Kraftwerke der Firma, die LNG als Brennstoff verwenden. Deshalb wurde die Infrastruktur für LNG (Liegeplätze für LNG-Tanker, Lagertanks sowie eine Pipeline, die durch die Bucht führt) ausgebaut.
| Geschäftsjahr | Fossil (MW) | Wasserkraft (MW) | Kernenergie (MW) | Sonstige (MW) |
| ------------- | ----------- | ---------------- | ---------------- | ------------- |
| 2002          | 23.401      | 5.213            | 3.617            | 0             |
| 2003          | 23.901      | 5.216            | 3.617            | 0             |
| 2008          | 23.903      | 5.219            | 3.504            | 0             |
| 2009          | 23.903      | 5.219            | 3.504            | 6             |
| 2010          | 23.969      | 5.219            | 3.617            | 23            |
| 2011          | 23.969      | 5.218            | 3.617            | 31            |
| 2012          | 25.159      | 5.225            | 3.617            | 31            |
| 2013          | 24.506      | 5.232            | 3.617            | 31            |

| Energieträger | 2003 | 2010 | 2011 | 2012 | 2013 |
| ------------- | ---- | ---- | ---- | ---- | ---- |
| Kernenergie   | 12   | 15   | 2    |      |      |
| Kohle         | 25   | 26   | 24   | 25   | 25   |
| LNG           | 48   | 46   | 59   | 64   | 64   |
| Öl            | 7    | 4    | 5    | 2    | 2    |
| Wasserkraft   | 8    | 8    | 9    | 8    | 8    |
| Sonstige      |      | 1    | 1    | 1    | 1    |

## Anteilseigner
Die wichtigsten Anteilseigner von Chūden waren zum Ende des Geschäftsjahrs 2013:
- Japan Trustee Services Bank, Ltd. (8,23 %)
- The Master Trust Bank of Japan, Ltd. (6,50 %)
- Meiji Yasuda Life Insurance Company (5,21 %)
- Nippon Life Insurance Company (4,09 %)

## Tochtergesellschaften und Beteiligungen
Chūden hat diverse Tochtergesellschaften, darunter befinden sich:
- C Energy Co., Ltd.: 2012 fusionierten C Energy Co., Ltd. und LNG Chubu Corporation.[23] 2013 übernahm Chubu die Anteile der übrigen an C Energy Co., Ltd. beteiligten Firmen,[24] um der gesteigerten Bedeutung von LNG Rechnung zu tragen. Der Verkauf von Gas und LNG stieg von 10.000 t im Geschäftsjahr 2001 auf 840.000 t in 2013.[25]
- Chubu Energy Trading, Inc. (CET): CET wurde im Dezember 2007 gegründet, um in Zusammenarbeit mit EDF Trading, einer 100%igen Tochter von EDF, die Kohlebeschaffung für das Kraftwerk Hekinan, das einzige Kohlekraftwerk von Chubu zu übernehmen.[26][27] CET ist eine 100%ige Tochter von Chūden. Anfang 2012 wurde das Handelsgeschäft von CET an die neugegründete Chubu Energy Trading Singapore Pte Ltd, ebenfalls eine 100%ige Tochter übertragen.[28]

Außerdem hat Chūden verschiedene Auslandsbeteiligungen, z. B. an den Kraftwerken Ras Laffan B und C in Katar sowie an diversen LNG-Projekten.

## Auswirkung von Fukushima
Infolge von Fukushima wurde das Kernkraftwerk Hamaoka im Mai 2011 abgeschaltet. Die folgende Tabelle zeigt die Auswirkung auf die Ausgaben für Brennstoffe.
| Geschäftsjahr | Ausgaben für Brennstoffe (Mrd. Yen) | Gesamtausgaben (Mrd. Yen) | Anteil (%) |
| ------------- | ----------------------------------- | ------------------------- | ---------- |
| 2003          | 392,770                             | 1.787,842                 | 22         |
| 2007          | 662,191                             | 1.884,639                 | 35         |
| 2008          | 828,229                             | 2.067,487                 | 40         |
| 2012          | 1.194,820                           | 2.514,583                 | 47         |
| 2013          | 1.314,105                           | 2.715,414                 | 48         |

Chūden unterhält einen Frequenzkonverter in Higashi-Shimizu. Wie sich nach Fukushima gezeigt hat, war die Kapazität aller in Japan vorhandenen Frequenzkonverter in Höhe von 1.000 MW nicht ausreichend, um genügend Energie vom westlichen Netz (60 Hz) in das östliche Netz (50 Hz) zu übertragen. Die Kapazität von Higashi-Shimizu wurde deshalb bis Februar 2013 von 100 MW auf 300 MW erhöht. Außerdem wurde im Januar 2013 beschlossen, die Kapazität aller Konverter von 1.200 MW auf 2.100 MW zu erhöhen.

## Sonstiges
Seit dem 30. März 2007 ist Fumio Kawaguchi (bis 2006 CEO) Honorarkonsul der Bundesrepublik Deutschland für die Region Nagoya. Der Vorstandssprecher von Chūden hat sein Konsularsbüro in der Firma.